# IC 4278
IC 4278 — галактика типу I (нерегулярна галактика) у сузір'ї Гончі Пси.
Цей об'єкт міститься в оригінальній редакції індексного каталогу.